# Flora Danica (porcelæn)
 For alternative betydninger, se Flora Danica (flertydig). (Se også artikler, som begynder med Flora Danica)
Flora Danica er et håndmalet pragtstel af porcelæn dekoreret med billeder af danske planter hentet fra farveplancherne i det botaniske billedværk Flora Danica. Stellet bestod af et middags- og dessertservice og blev udført af Den Kongelige Porcelænsfabrik, nu Royal Copenhagen, 1790-1802.
Ifølge traditionen skulle stellet været en gave fra kong Christian 7. til den russiske kejserinde Katarina den Store. Hun døde, inden det blev færdigt.
Stellet blev taget i brug 29. januar 1803 til kongens fødselsdag. Af dets 1802 dele er der bevaret 1530. Det er dermed det største af 1700-tallets store europæiske porcelænsstel.

## Baggrund
Der vides forbavsende lidt om baggrunden for dets tilblivelse. Bestillingen kom fra kongehuset, men det vides ikke, hvem der fik ideen til produktion af stellet, præcis hvem der bestilte det, hvilket formål det skulle tjene eller hvor stor den oprindelige bestilling var.
Særlig har formålet med stellet været omstridt. Måske var det tænkt som en diplomatisk gave fra det danske kongehus til den russiske kejserinde Katarina den Store på et tidspunkt, hvor Danmark havde behov for en tæt forbindelse med Rusland i alliance mod den fælles fjende Sverige. Ifølge denne tradition medførte Katharinas død i 1796, at det aldrig blev sendt til Rusland, men forblev i det danske kongehus.

## Udførelsen af stellet
Der blev valgt en eksisterende stelform, den såkaldte "Perlemodel" i klassicistisk stil, der blev forsynet med forgyldte kanter. Stellet blev dekorereret med billeder af 700 hele vilde planter fra det botaniske pragtværk "Flora Danica". De videnskabelige gengivelser af Danmarks planter i plancheværket, der var påbegyndt i 1761, blev i mindste detalje kopieret på porcelænet. Udformningen blev et livsværk for en en af tidens største porcelænsmalere Johann Christoph Bayer, der dekorerede 1.644 af stellets 1.802 dele.
Arbejdet med stellet begyndte i 1790 og skred i begyndelsen hastigt fremad. I 1792 var 988 dele færdige, i 1794 var yderligere 363 dele kommet til, men herefter synes arbejdet at være gået i stå. I 1797 var kun 81 yderligere stykker kommet til. Samme år beordrede Kronprins Frederik stellet udvidet fra 80 til 100 kuverter. Frem til 1802 blev der udført yderligere 370 stykker. I 1802, hvor der manglede 93 stykker, blev arbejdet med stellet indstillet på kongelig ordre, og i januar 1803 leverede fabrikken et stel med 1.802 forskellige håndformede og håndmalede porcelænsdele.

## Stellets anvendelse
Stellet blev anvendt første gang ved Christian 7.s fødselsdag 29. januar 1803 på Amalienborg. Stellet er siden blevet anvendt ved højtidelige lejligheder i kongehuset som bryllupper, fødselsdage og nytårstafler. I dag anvendes det yderst sjældent, sidste gang det var i brug var ved fejringen af Dronning Magrethes 50 års regeringsjubilæum i januar 2022, og ved den lejlighed var det 32 år siden stellet senest var blevet anvendt nemlig i forbindelse med Dronning Ingrids 80-års fødselsdag i 1990.

## Stellets dele
Af de oprindelige 1.802 dele eksisterer de 1.530 endnu. En del er permanent udstillet på Christiansborg Slot, Rosenborg Slot, Frederiksborg Slot og i Christian 7.s Palæ på Amalienborg.

## Produktionen genoptages
I 1862 genoptog Den Kongelige Porcelænsfabrik produktionen af Flora Danica i forbindelse med Prinsesse Alexandras bryllup i 1863 med den engelske tronfølger, den senere kong Edward 7. af Storbritannien. Parret fik et stel på 60 kuverter med 765 stykker som bryllupsgave.
Siden er produktionen af stellet fortsat. Flora Danica-stellet er det eneste af de store stel fra porcelænets storhedstid i 1700-tallet, der stadig er i produktion. Stellet er det eneste, der endnu håndmales i Danmark.

### Bryllupsgave til kronprinsparret
En særlig udgave af stellet blev udfærdiget i 2005-2006 som folkegave til Kronprinsens bryllup med Mary Donaldson. 
Gavestellet adskiller sig ved kronprinsparrets kronede monogram i rødt.

### Kulturkanon
I 2006 blev Flora Danica-stellet optaget i Danmarks Kulturkanon over design og kunsthåndværk.

## Eksterne kilder og henvisninger
- Flora Danica-stellet på Royal Copenhagens hjemmeside
- Flora Danica-stellet på Det Kongelige Biblioteks hjemmeside Arkiveret 3. december 2013 hos  Wayback Machine
- Flora Danica-stellet på den danske kulturkanons hjemmeside Arkiveret 7. marts 2011 hos  Wayback Machine

| Kunst | Spire Denne artikel om kunst er en spire som bør udbygges. Du er velkommen til at hjælpe Wikipedia ved at udvide den. |